# Frisky
«Frisky» — второй сингл британского рэпера Тайни Темпа, созданный при участии продюсера Labrinth. Релиз состоялся 6 июня 2010 года на лейбле Parlophone / DL Records на iTunes, а также на альбоме Disc-Overy.

## История создания
Тайни и Labrinth впервые представили песню на фестивале «Koko Pop» 17 апреля 2010 года, исполнив её вживую. Премьера песни на BBC Radio 1 состоялась 21 апреля 2010 года в программе Зейна Лоу.

## Музыкальное видео
HD-видео было загружено на официальный канал Parlophone на YouTube 21 апреля 2010 года. К 20 июля 2010 года количество просмотров превысило 4,500,000 просмотров.

## Список композиций
- Цифровая дистрибуция[6]

Диск 1
1. «Frisky» (альбомная версия) — 4:55
2. «Frisky» (радио версия) — 3:39
3. «Frisky» (Shy FX & Benny Page Digital Soundboy Remix) — 5:01
4. «Frisky» (South Rakkas Crew 'Frisky f**K Me Remix') — 4:55
5. «Frisky» (Kurtis Mantronik 'La La La' Remix) — 5:58
6. «Frisky» (музыкальное видео) — 3:38

Note: all versions on iTunes are explicit, except for the radio edit.

## Выступления в чартах
Сингл дебютировал в UK Singles Chart на 2 месте 13 июня 2010 года, уступив лидерствo песни «Shout», созданной Диззи Раскал и Джеймс Корден. «Frisky» оказался на 1 месте в UK R&B Chart.
«Frisky» дебютировал в Irish Singles Chart 11 июня 2010 года на 3 месте. На следующей неделе он спустился на 11 место.
| Чарт (2010)                         | Наивысшее место |
| ----------------------------------- | --------------- |
| Ирландия (IRMA)                     | 3               |
| Шотландия (OCC Scotland)            | 1               |
| Великобритания (OCC UK Singles)     | 2               |
| Великобритания (OCC UK Hip Hop/R&B) | 1               |

Продажи и сертификации
| Страна         | Источник | Сертификация      | Продажи |
| -------------- | -------- | ----------------- | ------- |
| Великобритания | BPI      | Серебряный статус | 330,000 |

## История релиза
| Регион         | Дата             | Формат               |
| -------------- | ---------------- | -------------------- |
| Великобритания | 6 июня 2010 года | Цифровая дистрибуция |
| Великобритания | 7 июня 2010 года | CD сингл             |